# Horst Rahe
Horst Rahe (* 13. Juli 1939 in Hannover) ist ein deutscher Unternehmer und Tourismus-Entwickler.

## Ausbildung, Immobiliengeschäfte

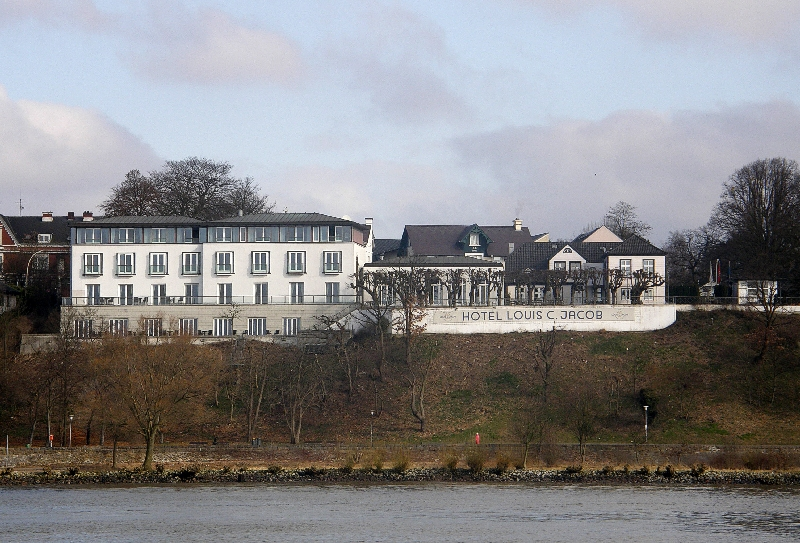
Hotel Louis C. Jacob, von der Elbe aus gesehen

Rahe studierte Betriebswirtschaft in Köln. Nach dem Abschluss fing er Mitte der 1960er Jahre in der Immobilien- und Finanzierungsgesellschaft Dr. Rüger Immobilien Holding an, bei der er innerhalb eines Jahres in den Vorstand aufstieg.
Mitte der 1970er verließ er Dr. Rüger. Er kaufte Immobilien, sanierte sie und verkaufte sie wieder. Ende der 1970er Jahre gründete er zudem in Texas eine Firma, die nach Öl und Gas bohrte, stieg aber um 1982 aus dieser Branche wieder aus.

## Hotels Louis C. Jacob, Paradies und Neptun
1992 kaufte Rahe das Hamburger Hotel Louis C. Jacob. 1994 kam das Schweizer Hotel Paradies in Ftan hinzu. Seit 1995 betreibt Rahe das Hotel Neptun in Warnemünde.

## Deutsche Seereederei, Aida und A'Rosa Kreuzfahrten

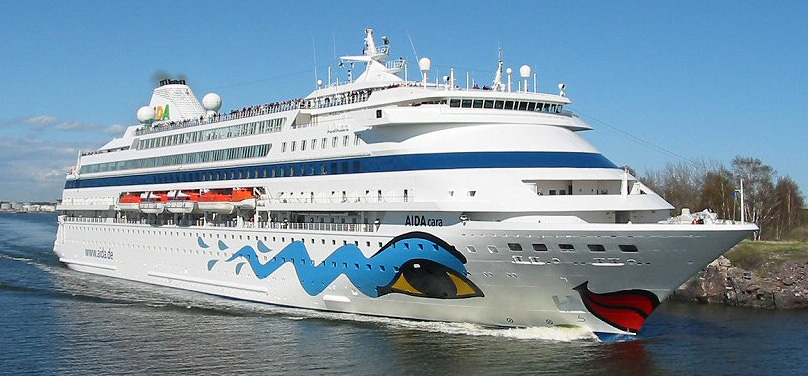
Ein Schiff der AIDA Cruises

1993 erwarb er mit seinem damaligen Kompagnon Nikolaus H. Schües das hochdefizitäre ehemalige DDR-Kombinat Deutsche Seereederei in Rostock und verschmolz es mit der „F. Laeisz Schiffahrtsgesellschaft“ zur Reederei F. Laeisz. Sie hatten sich verpflichtet, 2200 der 3000 Stellen zu erhalten und rund drei Milliarden Mark (rund 1,5 Milliarden Euro) zu investieren. Das Unternehmen entschied, das Kreuzfahrtgeschäft durch einen Neubau zu erweitern, der im Juni 1996 unter dem Namen AIDA – „Das Clubschiff“ (heute AIDAcara) in Dienst gestellt wurde. Dies war der Beginn der AIDA-Cruises-Klubschiffe.
Ende 1998 wurde wieder die Gewinnzone erreicht. Kurz darauf trennten sich Rahe und Schües, der den Bereich Frachtschifffahrt behielt. Die Reederei wurde 1999 an die britische Reederei P&O verkauft und gehört heute zu Carnival Cruises.
2002 wurde von der Deutschen Seereederei und der britischen Reederei P&O das Unternehmen Seetours gebildet, das unter dem Markennamen „A’Rosa“ Seekreuzfahrten mit der A'Rosa Blu und Flusskreuzfahrten auf der Donau anbot. 2004 wurde ein Umsatz von über 400 Millionen Euro erzielt. 2009 wurde die A-Rosa Flussschiff-Reederei aus der Deutschen Seereederei im Rahmen eines Management-Buy-outs verkauft.

## A-Rosa-Resort Hotels, Aja-Resort Hotels sowie Henri Hotels
Seit 2013 gehören zu Rahes A-Rosa-Resort Hotels vier gehobene Hotels auf Sylt, in Travemünde, Kitzbühel und am Scharmützelsee. Im März 2013 startete die volumenorientierte Wellness-Resortmarke Aja mit dem ersten Standort  in Warnemünde.  Es folgten weitere Aja Häuser in Grömitz (2015), am Scharmützelsee (2015), Travemünde (2018), Zürich (2018), Ruhpolding (2019), Garmisch-Partenkirchen (2021). Ebenfalls 2013 startete die Hotelmarke Henri in Hamburg. Henri Hotels sind individuelle Boutique-Hotels in ausgewählten Großstädten und Metropolen. Es folgten Henri-Häuser in Berlin (2016), Düsseldorf (2018) und Wien (2020).
Im Juni 2014 gab Rahe bekannt, dass er sich Ende 2014 mit 74 Jahren auf seine Holding- und Aufsichtsratspositionen zurückzieht. Das Magazin „Focus“ zählte den Unternehmer zu den „30 Helden der Deutschen Einheit“ aufgrund seines visionären unternehmerischen Handelns.

## Sonstige Tätigkeiten
1999 gründete Rahe die Horst-Rahe-Stiftung, die hochbegabte Studierende der Hochschule für Musik und Theater Rostock fördert. Bekannte Stipendiaten waren beispielsweise Caspar Frantz und Liv Migdal.
Er ist Mitbegründer der Musikfestspiele Mecklenburg-Vorpommern und gehört zum Förderkreis Elbphilharmonie. Rahe war ab 1996 Honorarkonsul der Republik Finnland.

## Privatleben
Rahe ist seit 1964 verheiratet und hat eine Tochter. Er gehört mit einem Vermögen von 250 Millionen Euro zu den 600 reichsten Deutschen. Rahe wohnt in Hamburg und der Schweiz.

## Auszeichnungen
- 2004: Verdienstorden des Landes Mecklenburg-Vorpommern
- 2009: Ritterkreuz I. Klasse des Ordens des Löwen von Finnland[21]
- 2014: Tourismuspreis Mecklenburg-Vorpommern
- 2014: Busche Ehrenpreis für sein Lebenswerk[22][23]
- 2016: Brillat Savarin-Plakette[24]
- 2021: Verdienstkreuz am Bande der Bundesrepublik Deutschland[25]